# 牛久警察署
牛久警察署（うしくけいさつしょ）は、茨城県警察が管轄する警察署の一つである。署長は警視。

## 所在地
茨城県牛久市下根町491番地1

## 管轄
- 牛久市
- 稲敷郡阿見町

## 沿革
- 2005年（平成17年）4月1日 - 茨城県、牛久市下根町に警察署を新設。竜ケ崎警察署が管轄していた牛久市と土浦警察署が管轄していた稲敷郡阿見町を管轄する[1]。

## 組織
- 署長
- 副署長
- 警務課
  - 総合相談係
  - 被害者支援係
- 会計課
- 留置管理課
- 地域課
- 生活安全課
  - 銃刀係
- 刑事課
  - 鑑識係
- 交通課
  - 運転免許係
- 警備課

## 地区交番

### 阿見町
- 阿見地区交番 - 稲敷郡阿見町大字阿見4801-1

## 交番

### 牛久市
- 栄町交番 - 牛久市栄町4-1
- 牛久駅前交番 - 牛久市牛久町290-9
- ひたち野交番 - 牛久市ひたち野東1丁目34

## 駐在所

### 牛久市
- 奥野駐在所 - 牛久市島田町2712-1